# 松岡茉優ト文化的交流
『松岡茉優ト文化的交流』（まつおかまゆとぶんかてきこうりゅう）は、2015年3月31日から2016年3月22日まで、文化放送の『レコメン!』内で放送されていたラジオ番組。

## 番組内容
松岡茉優の冠番組である。
「松岡茉優がラジオを通して普段ではなかなかできない、ラジオならではの交流をしていく」をコンセプトにスタートした。
『松岡茉優ト文化的交流』というタイトルは、松岡自身が考案した。
第3回の放送内で、この番組内での松岡の愛称・呼称が、「まっつん」に決定した。
最終回の放送内で、松岡茉優ファンの愛称・呼称が、「まゆらー(仮)」に正式決定した。

## パーソナリティ
- 松岡茉優

## コーナー
- ふつおた

普通のおたよりを紹介する、基本的に何でもOKのコーナー。
どのコーナーに送ればいいのかわからない投稿もこのコーナー。
- まっつん、止めはしない

松岡がリスナーの悩みに対し、止めはしないが一応相談に乗ってみる。
場合によっては、松岡が本人に直接電話をすることもあった。
- 松岡茉優ト文化的ジモトーーク!

住んでいる地域に関係なく、地元ならではの自慢や風習を紹介してもらうコーナー。
「私、方言女子です」のコーナーがリニューアルしたコーナー。
- 打倒まゆらー(仮)

松岡ファンの愛称を決めるコーナー。
第15回の放送内で「まゆらー」に仮決定したが、引き続き候補を募集した。
過去のコーナー
- 私、方言女子です

方言好きの松岡が、地方の方言女子に電話をかけてお喋りをする。
第6回の放送内で、松岡が独断で誕生させたコーナー。
コーナー名は「方言女子」になっているが、男性も参加可能だった。
「関東の人が参加できない」というリスナーからの声を受け、「松岡茉優ト文化的ジモトーーク!」へ移行。

## 音楽

### オープニング
第1回 - 第26回
- 自由 （女子十二楽坊）[2]

第27回 - 最終回
- ワタリドリ （［Alexandros］）[3]

### ジングル
第1回 - 第26回
- 奇跡 （女子十二楽坊）

第27回 - 第38回
- 20センチュリー・ボーイ （T・レックス）[4]

第39回 - 最終回
- 毎回違うジングルを使用

### エンディング
第1回 - 第26回
- ヨンパップ （『宮廷女官チャングムの誓い』より）

第27回 - 最終回
- もんだいガール （きゃりーぱみゅぱみゅ）[5]

### その他
松岡茉優ト文化的ジモトーーク!（第33回 - 最終回）
- マイ・シャローナ （ザ・ナック）[6]

## ゲスト
- 日高里菜 - 第11回・第12回（2015年6月9日・16日）
- のり（オテンキ） - 第25回（2015年9月15日）
- 朝日奈央 - 第47回・第48回（2016年2月16日・23日）

## 放送ネット局
- 文化放送
- 秋田放送
- ラジオ福島
- 静岡放送
- KBS京都